# マツダ・クラフト
クラフト（KRAFT ）は、東洋工業（現・マツダ）がロンパー→Dシリーズの後継車として生産していた小型トラック。
ファミリアトラックや、ボンゴトラックと、2トン積みトラック「E2000→タイタン」の間を埋めるポジショニングとなる。
「クラフト」と言う名称は「技巧」を意味する英語（Craft）ではなく、「力強さ」を意味するドイツ語（Kraft）から命名された。
また、クラフトをベースとしたマイクロバスも存在し、ライトバス/パークウェイより下のポジショニングであった。
1トン積と1・5トン積を設定した。

## 概要
- 1965年（昭和40年）6月 - 発表・発売。
- 1970年（昭和45年）マイナーチェンジ。ヘッドランプを丸型4灯から角型2灯へ、フロントグリルを上下二段から横長へとそれぞれ変更。
- 1973年（昭和48年）マイナーチェンジ。ボディーカラー（緑色）の変更。型式もDUD9→DUE9に変更。
- 1977年（昭和52年）5月 既存の初代タイタンに統合される形で販売終了。